# Timken Museum of Art
Timken Museum of Art – galeria sztuki założona w 1965 w San Diego w Stanach Zjednoczonych.

## Historia
Muzeum powstało dzięki ofiarności dwóch rodzin. Pierwszą była rodzina Timkenów z Cantonu w stanie Ohio. Jej członkowie zimowali w San Diego. Wspierali finansowo miejscowe towarzystwo sztuk pięknych (ang. Fine Arts Society), fundatora San Diego Museum of Art. Drugą rodziną była rodzina sióstr Anne i Amy Putnam, która osiadła w San Diego na początku XX wieku. Siostry Putnam założyły w 1950 roku fundację skupującą dzieła dawnych mistrzów, która miała wypożyczać je do placówek muzealnych w Stanach Zjednoczonych. Obrazy te eksponowane były więc, m.in. w: National Gallery of Art, Metropolitan Museum of Art, Fogg Museum i Art Institute of Chicago. Spadkobiercy rodziny Timkenów postanowili założyć nową galerię w San Diego i sprowadzić wypożyczane obrazy na stałe do miasta. Muzeum otwarto w 1965 roku.

## Kolekcja
W zbiorach muzeum znajduje się Kolekcja Putman z dziełami europejskich starych mistrzów, sztuka amerykańska oraz rosyjskie ikony.

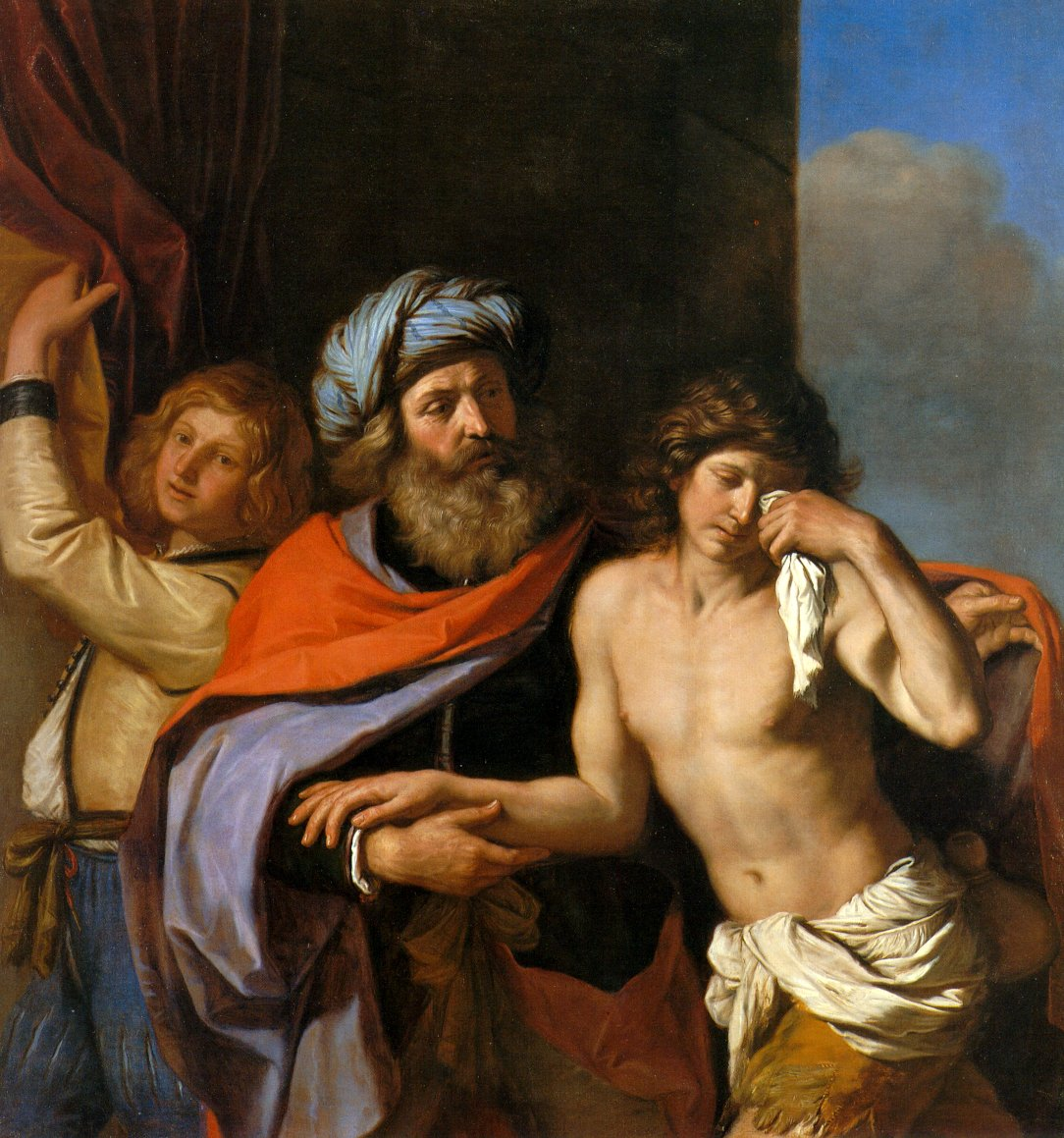
Guercino: Powrót syna marnotrawnego
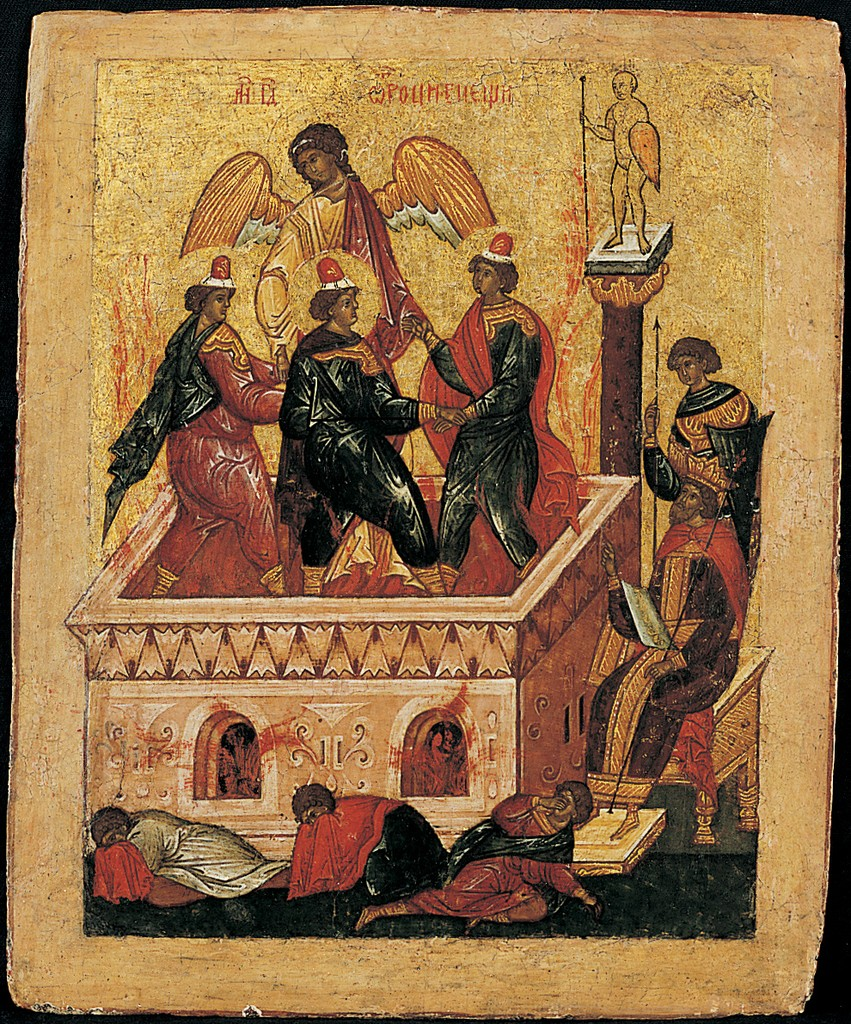
Ikona rosyjska (XV wiek): Trzej młodzieńcy w piecu ognistym
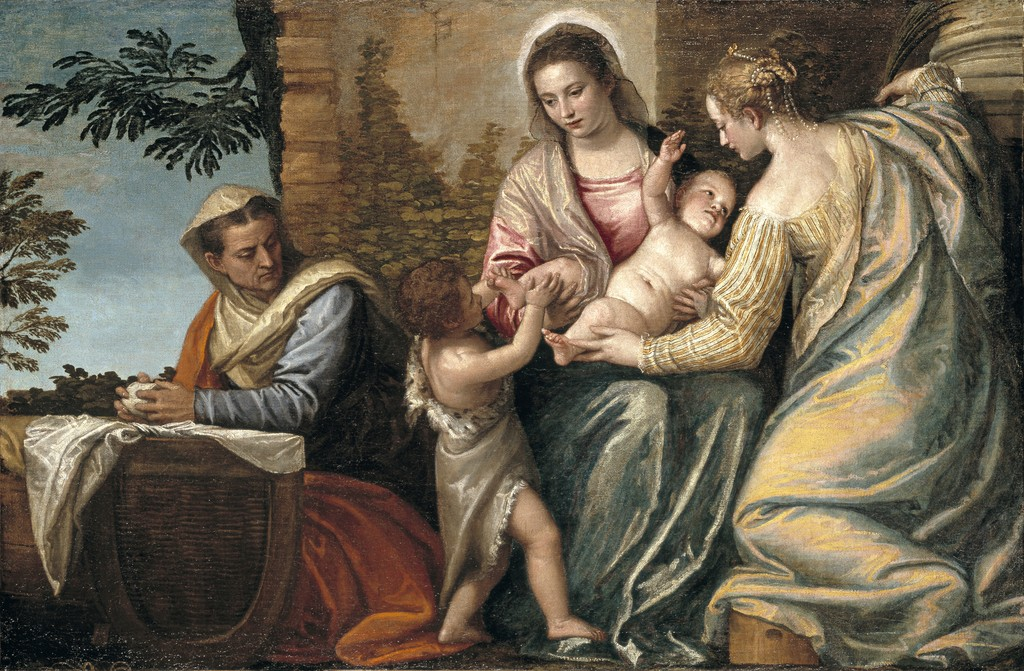
Paolo Veronese: Madonna z Dzieciątkiem, św. Elżbietą, małym Janem Chrzcicielem i św. Katarzyną
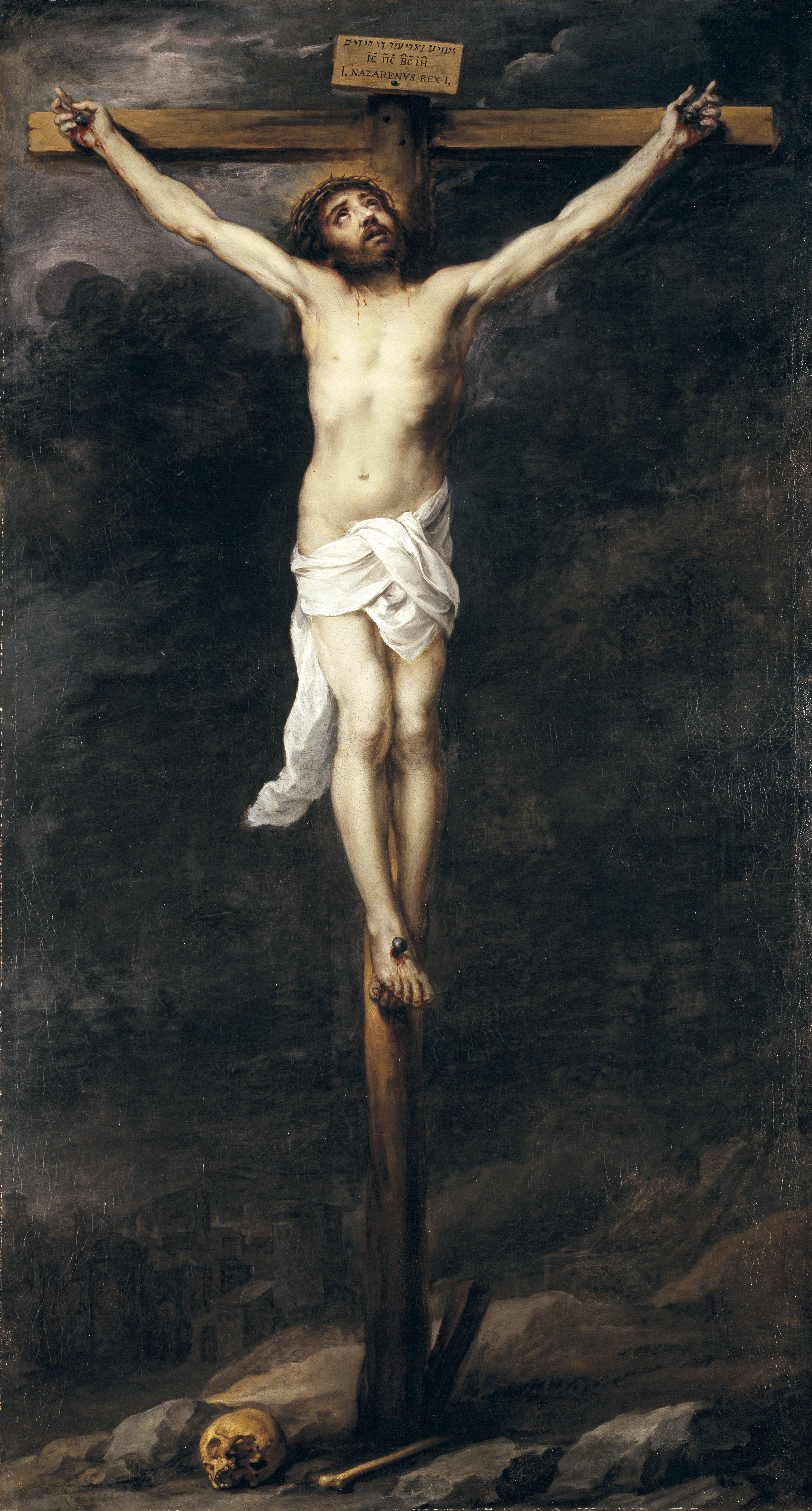
Murillo: Chrystus ukrzyżowany
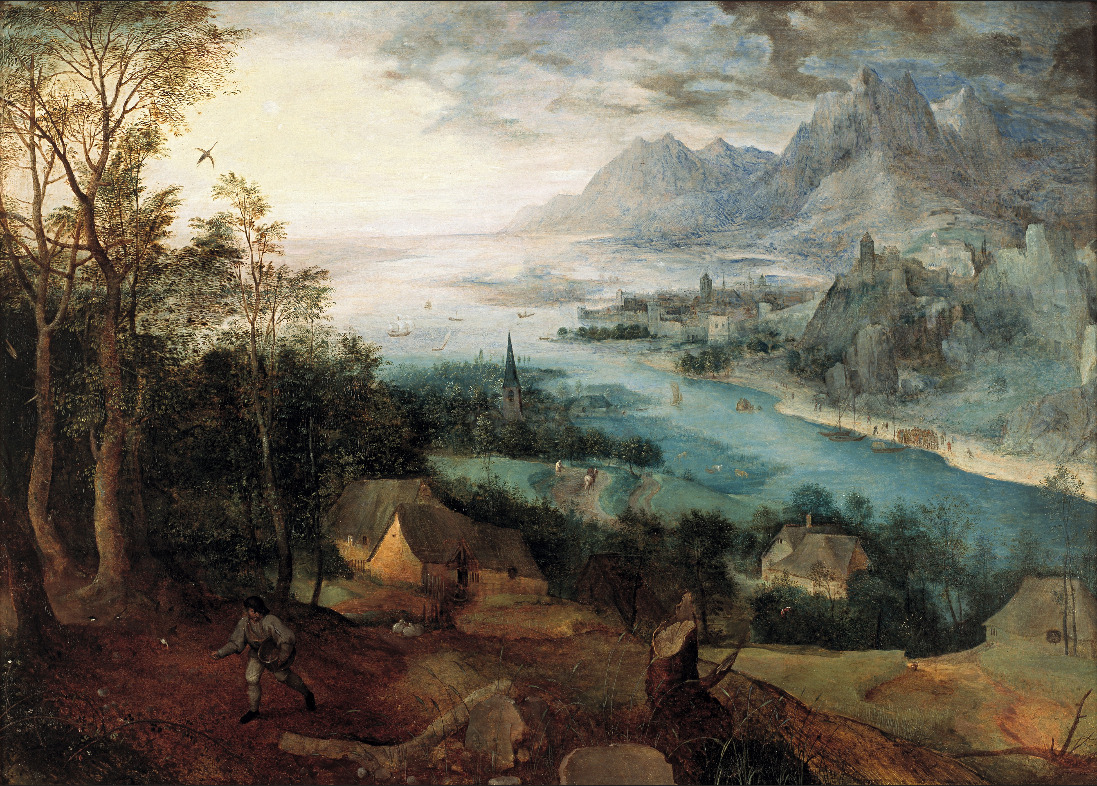
Pieter Bruegel: Pejzaż z przypowieścią o siewcy
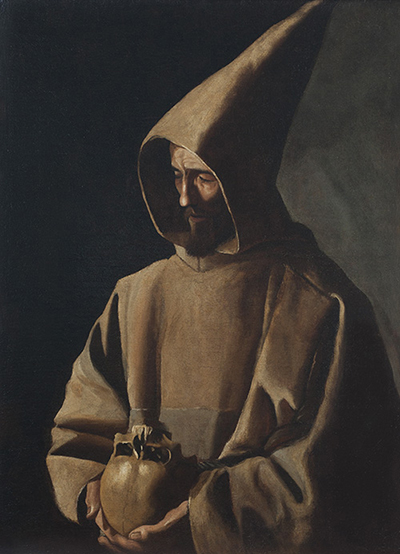
Francisco de Zurbarán: Święty Franciszek medytujący
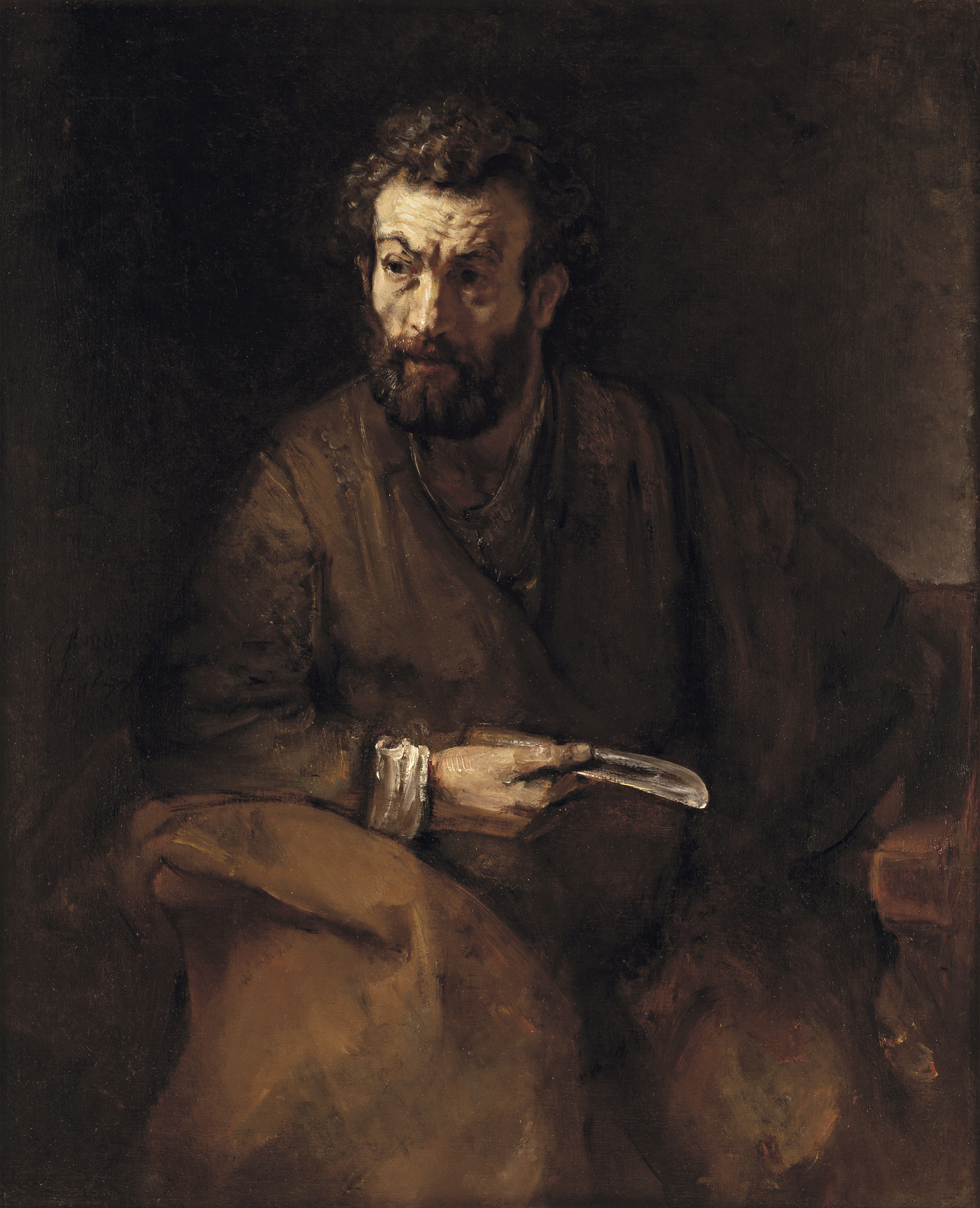
Rembrandt: Święty Bartłomiej
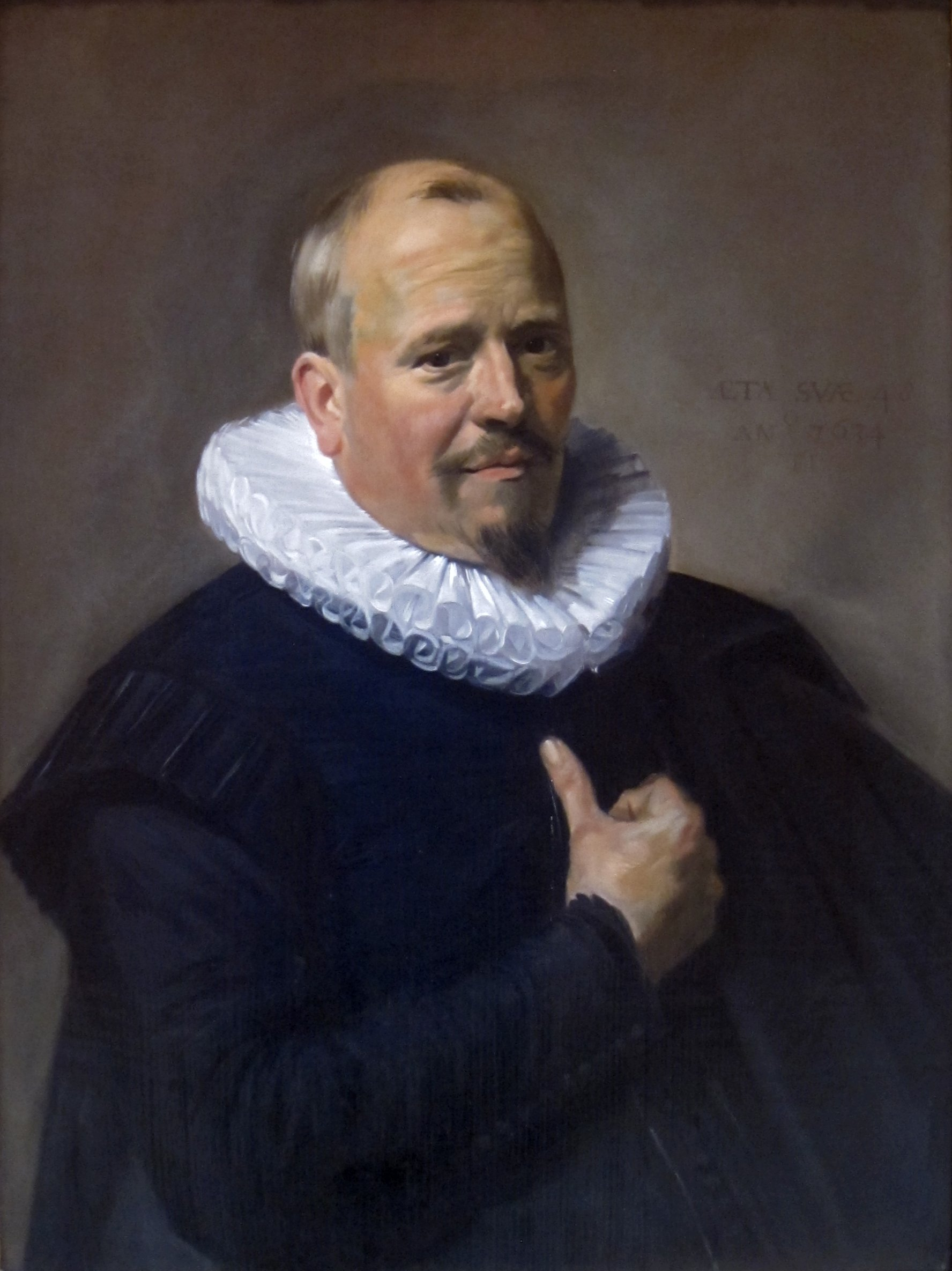
Frans Hals: Portret mężczyzny
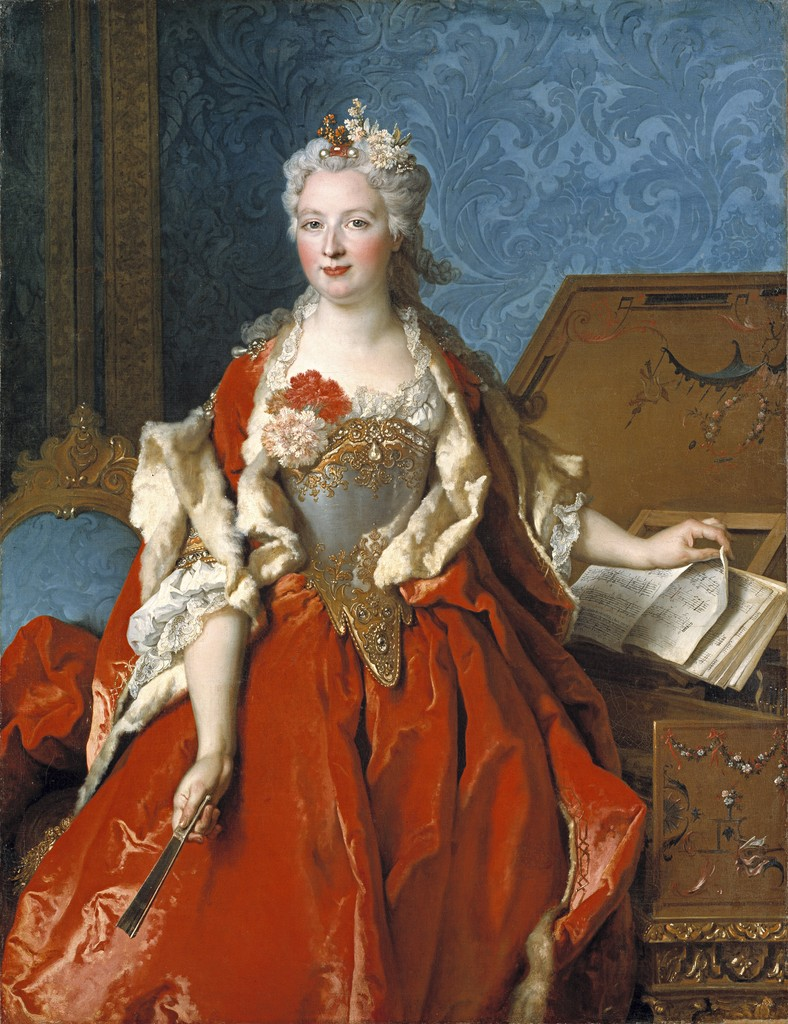
Nicolas de Largillière: Portret Marguerite de Sève